# Nikola Obreshkov
Nikola Dimitrov Obreshkov (em búlgaro:  Никола Димитров Обрешков; Varna, 6 de março de 1896 — Varna, 11 de agosto de 1963) foi um matemático búlgaro. Trabalhou com análise complexa.
Foi palestrante do Congresso Internacional de Matemáticos em Bolonha (1928 - Sur la sommation de la série de Taylor sur le contour du domaine de sommabilité par les diverses méthodes) e em Oslo (1936 - Sur les fonctions meromorphes limites de fonctions rationelles).